# Francesc Grases i Gralla
Francesc Grases i Gralla   (Reus, 1658 - Reus, 1744) va ser un jurisconsult català.

## Biografia
Fill d'un passamaner benestant de Reus, va cursar els estudis de Dret i s'instal·là a Barcelona, on el 1693 era procurador del poble. El 1694 es va casar amb Francesca Ribes, filla del notari barceloní Joan Ribes, amb la que va tenir cinc fills, dels quals van destacar Gabriel, Manuel i Josep Grases i Ribes. El 1695 va ser nomenat advocat fiscal de la Generalitat de Catalunya. Participà activament en la causa austriacista, i el 1705 va ser nomenat ciutadà honrat de Barcelona pel l'arxiduc Carles, i posteriorment elegit doctor (jutge) de la Reial Audiència. El 1706 col·laborà activament en la defensa de Barcelona contra el setge de Felip V. Poc després, el 1711, va publicar Epítome, o compendi de les principals diferèncias entre les lleys generals de Cathalunya, y los capítols del redrés, o ordinacions del General de aquella. Barcelona: per Rafael Figaró, estamper, 1711, amb aprovació de censura per Josep Minguella, on sostenia al llarg de les cinquanta-dues pàgines dividides en dos capítols, que les lleis del Principat, per a ésser vàlides, havien d'ésser aprovades alhora pel rei i per les corts. El treball anava contra un Paper de Reparos publicat el 1706, i va ser interpretat com un intent d'eliminar el poder de Les Corts, cosa per la qual, el Consell de Cent i la Generalitat, alarmats per aquesta posició política, van provocar una condemna pública de la seva obra i van fer cremar el llibre, del que només se'n van salvar comptats exemplars. Grases va ser destituït de tots els seus càrrecs i li foren confiscats els béns i també a l'aprovant Josep Minguella, segons explica l'erudit i historiador de la cultura reusenca Joaquim Santasusagna.
Després del Decret de Nova Planta va continuar amb l'exercici de l'advocacia a Barcelona, fins que retornà a Reus, ja que considerava que era malmirat pels filipistes. Va morir a la seva ciutat natal el 27 de febrer de 1744. Alguns dels seus fills i nets seguiren també la carrera de l'advocacia, i ocuparen càrrecs municipals a Reus, com ara Manuel Grases i Ribes que va ser alcalde de la ciutat el 1751 i 1752, o Josep Grases Sabater, alcalde també de Reus per tres vegades, el 1779-1780, 1783-1784 i 1793-1794.

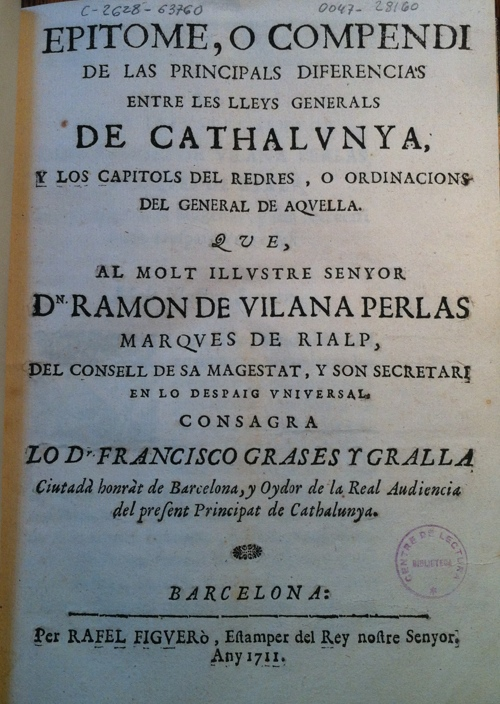
Portada de Epítome o compendi... conservat al Centre de Lectura de Reus

El seu germà, Josep Grases i Gralla, va ser un comerciant d'aiguardents, que el 1709 va fundar, amb Salvador Feliu de la Penya, la Companyia Nova de Gibraltar.
Les figures dels germans Josep i Francesc Grases i Gralla han estat pràcticament oblidades per la historiografia catalana fins a l'any 1980 en què l'historiador Pere Anguera els dedicà un article reivindicatiu: "Sobre Josep i Francesc Grases i Gralla: un comerciant i un advocat del segle XVIII". A: Estudios Históricos y Documentos de los Archivos de Protocolos, VIII (1980), pàgines 245 a 251.